# Franz Hagen
Franz Hagen (* 4. November 1871 in Affeln; † 12. Oktober 1953 in Bad Godesberg) war ein deutscher Architekt und Zeitungsverleger.

## Leben
1899 kam Franz Hagen als junger Architekt nach Mülheim an der Ruhr, wo er über viele Jahre hinweg das architektonische Gesicht der Stadt prägte. Nach seinen Entwürfen wurden Geschäftsgebäude, Wohnhäuser, Unternehmervillen (darunter die Villa Bagel und die Villa Hanau), Krankenhäuser, Siedlungen, Bankgebäude sowie Verwaltungs- und Industriebauten errichtet. Vor 1910 wurde Hagen als Mitglied in den Bund Deutscher Architekten berufen.
Franz Hagen und seine Frau waren nach dem Tod des Schwiegervaters Eigentümer des Verlags der bis 1945 existierenden Mülheimer Zeitung. Hagen war neben seiner beruflichen Tätigkeit Stadtverordneter in Mülheim (ab 1911) sowie Mitbegründer des örtlichen Haus- und Grundbesitzervereins (1905) und des Verkehrsvereins (1908).

## Bauten und Entwürfe
(unvollständig)

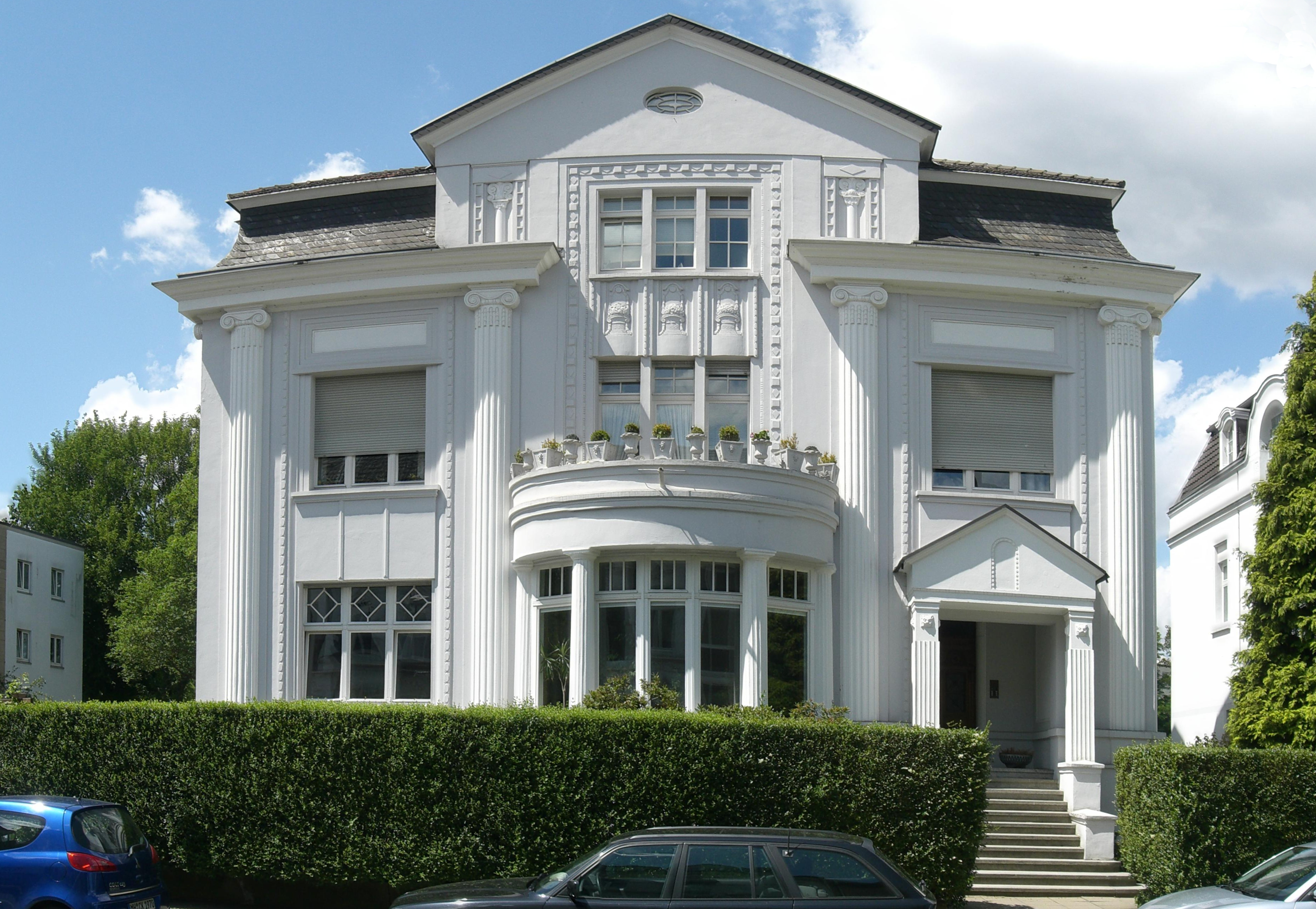
Villa Bagel in Mülheim an der Ruhr

- um 1900: Wohnhaus in Mülheim, Bahnstraße 48 (jetzt Arztpraxen)[1]
- um 1900: Wohnhaus Villa Iphigenie in Mülheim, Rückertstr. 23–25[2]
- 1902: Wohnhaus in Mülheim, Schillerstraße 17[2]
- 1900–1910: Wohnhauszeile in Mülheim, Kaiserstraße 88–92[3]
- um 1905: Wohnhaus in Mülheim zur Eigennutzung, Bürgerstraße 18[4]
- 1906: Hotel Handelshof in Mülheim, Friedrichstraße 15–17[5]
- 1906: Wohnhaus in Mülheim, Friedrichstraße 60[6]
- um 1910: Wohnhaus für den Kaufmann Seligmann Cohn in Mülheim, Georgstraße 24 (nicht erhalten)[7]
- 1910–1912: Wohnhaus für den Druckereibesitzer und Verleger Julius Bagel in Mülheim, Friedrichstraße 62[7]
- vor 1912: Wohnhaus für den Arzt Dr. C. Wortmann in Mülheim, Kruppstraße 162[8][9]
- 1910–1913: Wohnhaus für den Gutsbesitzer Wennemar Scherrer in Mülheim, Leonhard-Stinnes-Straße 42 (umgebaut)[7]
- 1922–1924: Verwaltungsgebäude der Thyssen & Co. GmbH, Abteilung Stahl- und Walzwerke, in Mülheim, Wiesenstraße 36 (verändert)[10]
- um 1934: Wohnhaus für den Direktor der Mülheimer Zeitung Wilhelm Neuhaus in Mülheim, Bleichstraße 5a[11]

## Weitere Quellen
- Stadtarchiv Mülheim an der Ruhr, Bestand 1550 Nr. 195